# Nu (jornal)
Nu (estilizado como NU) é um jornal digital diário neerlandês, situado em Haia. Fundado em 1999, faz parte do grupo Sanoma Media, tendo diversas subdivisões em sua página oficial, desde esportes até ênfase no mercado dos negócios. De acordo com dados elaborados pela Alexa, sua página oficial é uma das vinte e cinco mais acessadas por todo o território dos Países Baixos.